# Hans Rüesch
Hans Rüesch, född den 17 maj 1913 i Neapel, död den 27 augusti 2007 i New York, var en schweizisk racerförare, författare och djurrättsförespråkare.

## Karriär

### Racerförare
Rüesch föddes i Italien men hans föräldrar var schweizare och satte honom i internatskola i hemlandet. 1932 hoppade han av universitetsstudierna och började tävla i Grand Prix-racing. I början av 1950-talet körde han sportvagnsracing med en Ferrari.

### Författare
I slutet av 1930-talet flyttade Rüesch till USA där han skrev noveller för olika tidskrifter. Efter andra världskriget flyttade han tillbaka till Neapel, där han fortsatte sitt författarskap. Flera av Rüesch romaner har blivit film, bland annat Djärva män, regisserad av Henry Hathaway 1955 och Igloos i natten, regisserad av Nicholas Ray 1960.

### Djurrätt
Rüesch var en hängiven motståndare till djurförsök och då främst vivisektion. 1974 grundade han organisationen Center for Scientific Information on Vivisection (CIVIS). Han skrev även romaner i ämnet.